# Laluque
Laluque – miejscowość i gmina we Francji, w regionie Nowa Akwitania, w departamencie Landy.
Według danych na rok 1990 gminę zamieszkiwało 646 osób, a gęstość zaludnienia wynosiła 12 osób/km² (wśród 2290 gmin Akwitanii Laluque plasuje się na 613. miejscu pod względem liczby ludności, natomiast pod względem powierzchni na miejscu 107.).